# Rikets nät
Rikets nät kan antingen avse de i Sverige rikstäckande triangelnät och de referenssystem i plan som hör till dem, eller de rikstäckande höjdnäten och de referenssystem i höjd som hör till dem.
Triangelnäten och deras referenssystem i plan kan bland annat vara:
- SWEREF 99, Swedish Reference Frame 1999
- RT 90, Rikets triangelnät 1990